# Рідкодуб (Краматорський район)
Рідкоду́б — село в Україні, в Лиманській міській територіальній громаді Донецької області. У селі мешкає двоє осіб станом на 2 травня 2025 року.

## Історія
27 вересня 2022 року звільнене Збройними силами України від російських окупантів у ході російсько-української війни та битви за Лиман.